# Mezlocillin
Mezlocillin ist eine organisch-chemische Verbindung aus der Gruppe der β-Lactam-Antibiotika, genauer der Ureidopenicilline (Acylaminopenicilline). Es wurde 1974 von der Bayer AG patentiert und als Mezlocillin-Natrium-Monohydrat unter dem Namen Baypen vermarktet. Mezlocillin wird als Breitspektrum-Antibiotikum zur parenteralen Behandlung eingesetzt. Das große Wirkungsspektrum ermöglicht, dass es sowohl gegen gramnegative als auch gegen einige grampositive Bakterien wirkt. Das Medikament ist beispielsweise für eine Behandlung einer Infektion des Gallentrakts geeignet.

## Verwendung
Mezlocillin wird vor allem bei verschiedenen Infektionen an unterschiedlichen Lokalisationen und mit abweichendem Maß an Intensität eingesetzt. Dies können beispielsweise Infekte der tieferen Atemwege, des Magen-Darm-Trakts, den Gallenwegen oder der Niere und deren ableitende Harnwege sein. Zusätzlich kann das Mittel bei Infektionen der Geschlechtsorgane oder bei der Geburtshilfe eingesetzt werden.
Mezlocillin wird nicht über den Magen-Darm-Kanal aufgenommen und kann daher nur als Injektion oder Infusion gegeben werden.

## Nebenwirkungen
Die Einnahme von Mezlocillin kann sich in vielen unterschiedlichen Formen auf den Körper auswirken. Dabei besteht wie bei allen Penicillinen unter anderem die Möglichkeit, dass die Substanz sich auf das Nervensystem, die Psyche, das Immunsystem, die Atemwege und den Geschmack auswirkt. Mezlocillin kann über dies hinaus eine Thrombozytenfunktionsstörung, Gelenkschmerzen oder vorübergehend veränderte Laborwerte in Bezug auf beispielsweise Bilirubin und Kreatinin hervorrufen. Weitere unerwünschte Wirkungen sind Diarrhö oder weiche Stühle, Hauterscheinungen wie Erytheme oder Exantheme, Anstieg der Transaminasen, Anstieg der alkalischen Phosphatase, Übelkeit und Eosinophilie.

## Wechselwirkungen
Es kann bei der Einnahme von Antikoagulanzien und Thrombozytenaggregationshemmern gleichzeitig zu Mezlocillin zu Wechselwirkungen kommen. Werden Muskelrelaxanzien in Verbindung mit Mezlocillin eingenommen, so kann dies eine Verstärkung der neuromuskulären Blockaden zur Folge haben.

## Gegenanzeigen
Kontraindikationen sind Penicillin-Überempfindlichkeit. Bei Überempfindlichkeit gegen andere Beta-Lactam-Antibiotika wie Cephalosporinen muss eine mögliche Kreuzallergie beachtet werden.